# Forficula aetolica
Forficula aetolica es una especie de tijereta del género Forficula, familia Forficulidae, orden Dermaptera.

## Distribución
Se distribuye por Europa: Grecia, Chipre y Bulgaria.

## Taxonomía
Fue descrita por Brunner von Wattenwyl en 1882.
Tratamiento taxonómico
La especie aparece registrada y publicada en Prodomus der europäischen Orthopteren. 466 pp.